# Logtak Lacus
Il Logtak Lacus è una struttura geologica della superficie di Titano.